# Ernie Francis Jr.
Ernie Francis Jr. (Davie, Estados Unidos; 23 de enero de 1998) es un piloto automovilismo estadounidense. Anteriormente corrió a tiempo completo en la Serie Trans-Am, manejando el auto número 98 para Breathless Racing, donde es siete veces campeón.
En 2021, compitió en el Campeonato Regional de Fórmula de las Américas con el auto número 98 de Future Star Racing, y en la Superstar Racing Experience inaugural, conduciendo el auto número 2. Se convirtió en el ganador más joven de la serie SRX cuando ganó en Lucas Oil Raceway. Consiguió el segundo lugar en el campeonato SRX.
Cuando no está compitiendo, trabaja en la tienda de carreras familiar, Breathless Racing Team, dirigida por su padre (Ernie Francis Sr.) y su madrastra (Monica Zima Francis) en Davie, Florida. También ha competido a tiempo parcial en NASCAR en el pasado tanto en la Serie Xfinity como en la Serie Este.

## Carrera

### NASCAR Xfinity Series
En 2017, Francis Jr. hizo su debut en NASCAR, conduciendo el Toyota No. 13 para MBM Motorsports en asociación con NextGen Motorsports[2] en Road America. Partió 38.º y terminó 39.º debido a problemas de motor.

### NASCAR K&N Pro Series East
En 2018, Francis Jr. comenzó a competir en la Pro Series East, conduciendo el Toyota No. 42 para el equipo Rev Racing de Max Siegel. Comenzó desde la pole position en Millville y terminó segundo detrás de Will Rodgers. Regresó para la carrera de Watkins Glen, donde comenzó 19º y terminó 11º.
En 2019, Francis Jr. regresó al equipo Rev Racing de Siegel como parte del programa de desarrollo de conductores Drive for Diversity.

### Trans Am Series
Francis Jr. ha ganado siete campeonatos consecutivos de la Serie Trans-Am.

### Indy Lights
Para la temporada de carreras de 2022, Francis Jr. firmó para conducir para el equipo Force Indy en la serie Indy Lights. La contratación de Francis Jr. se produjo como parte de una iniciativa del equipo Force Indy para brindar a los conductores y mecánicos afroamericanos oportunidades para ingresar a las carreras de monoplazas.

## Resumen de carrera
| Temporada | Categoría                                   | Equipo                          | Carreras | Victorias | Poles | VR | Podios | Puntos | Pos. |
| --------- | ------------------------------------------- | ------------------------------- | -------- | --------- | ----- | -- | ------ | ------ | ---- |
| 2013      | Trans-Am Series - TA3                       | Breathless Performance          | 1        | 0         | 1     | 1  | 1      | 18     | 18.º |
| 2013      | Pirelli World Challenge - GTS               | Breathless Performance          | 2        | 0         | 0     | 0  | 0      | 64     | 43.º |
| 2013      | Pirelli World Challenge - TCB               | Breathless Performance          | 14       | 7         | 7     | 6  | 9      | 1345   | 3.º  |
| 2014      | Trans-Am Series - TA3A                      | Breathless Performance          | 9        | 5         | 7     | 7  | 9      | 316    | 1.º  |
| 2014      | Pirelli World Challenge - GTS               | Breathless Performance          | 1        | 0         | 0     | 0  | 0      | 0      | 40.º |
| 2014      | Pirelli World Challenge - TCA               | Breathless Performance          | 13       | 3         | 0     | 3  | 11     | 1366   | 3.º  |
| 2015      | Trans-Am Series - TA3A                      | Breathless Performance          | 12       | 8         | 12    | 10 | 8      | 249    | 1.º  |
| 2015      | Pirelli World Challenge - TC                | Breathless Performance          | 18       | 4         | 4     | 5  | 10     | 1621   | 2.º  |
| 2016      | Trans-Am Series - TA3                       | Breathless Performance          | 2        | 0         | 1     | 1  | 1      | 54     | 16.º |
| 2016      | Trans-Am Series - TA4                       | Breathless Performance          | 10       | 9         | 8     | 10 | 10     | 338    | 1.º  |
| 2016      | Pirelli World Challenge - GTS               | Breathless Racing               | 4        | 0         | 0     | 0  | 0      | 268    | 21.º |
| 2016      | Pirelli World Challenge - TC                | Breathless Racing               | 2        | 0         | 0     | 0  | 0      | 37     | 32.º |
| 2017      | Trans-Am Series - TA                        | Breathless Pro Racing           | 13       | 10        | 7     | 10 | 11     | 386    | 1.º  |
| 2017      | NASCAR Xfinity Series                       | MBM Motorsports                 | 1        | 0         | 0     | 0  | 0      | 1      | 84.º |
| 2017      | Pirelli World Challenge - GTS               | PF Racing                       | 4        | 0         | 0     | 0  | 1      | 59     | 19.º |
| 2017      | SprintX GT Championship Series - GTS Pro-Am | PF Racing                       | 1        | 1         | 0     | 1  | 1      | 25     | 3.º  |
| 2018      | Trans-Am Series - TA                        | Breathless Racing               | 11       | 5         | 3     | 3  | 7      | 279    | 1.º  |
| 2018      | Trans-Am Series - TA2                       | ECC Motorsports                 | 5        | 0         | 0     | 0  | 1      | 88     | 15.º |
| 2018      | NASCAR K&N Pro Series East                  | Max Siegel                      | 2        | 0         | 1     | 0  | 1      | 76     | 28.º |
| 2019      | Trans-Am Series - TA                        | Breathless Racing               | 11       | 4         | 5     | 4  | 8      | 316    | 1.º  |
| 2020      | Trans-Am Series - TA                        | Breathless Pro Racing           | 9        | 4         | 3     | 4  | 6      | 253    | 1.º  |
| 2021      | Formula Regional Americas Championship      | Future Star Racing              | 18       | 3         | 0     | 0  | 4      | 160    | 3.º  |
| 2021      | Trans-Am Series - TA                        | Future Star Racing              | 11       | 1         | 4     | 4  | 4      | 257    | 3.º  |
| 2021      | SRX Series                                  | N/A                             | 6        | 1         | 0     | 1  | 2      | 192    | 2.º  |
| 2022      | Indy Lights                                 | Force Indy                      | 14       | 0         | 0     | 0  | 0      | 299    | 10.º |
| 2022      | SRX Series                                  | N/A                             | 3        | 0         | 0     | 0  | 0      | 58     | 11.º |
| 2023      | Indy NXT                                    | HMD Motorsports with Force Indy | 13       | 0         | 0     | 0  | 1      | 300    | 9.º  |
| 2023      | SRX Series                                  | N/A                             | 1        | 0         | 0     | 0  | 0      | 0      | NC†  |
| Fuente:   |                                             |                                 |          |           |       |    |        |        |      |